# Волков, Иван Архипович
Ива́н Архи́пович Во́лков (1914—1942) — советский офицер-пехотинец во время Великой Отечественной войны, Герой Советского Союза (22.03.1943, посмертно). Старший лейтенант (1942).

## Биография
Иван Волков родился в 1914 году в селе Казаткуль Каинского уезда Томской губернии в крестьянской семье. Окончил неполную среднюю школу, затем работал в крестьянском хозяйстве и колхозе. С 1933 года И. А. Волков был секретарём Казаткульского сельсовета. В дальнейшем переехал в Кузбасс (тогда входил в состав Новосибирской области, ныне Кемеровская область) где работал на стройках, затем на Кемеровском азотно-туковом заводе (ныне производственное объединение «Химпром»).
В 1936 году был призван на службу в Рабоче-крестьянскую Красную Армию. Окончил курсы младших лейтенантов. Принимал участие в боях на Халхин-Голе в 1939 году. Служил в Забайкальском военном округе.
С октября 1941 года — на фронтах Великой Отечественной войны. Принимал участие в боях против финских войск на перешейке между Ладожским и Онежским озёрами. Командовал сначала пулемётной ротой, затем получил досрочно за храбрость в боях звание старшего лейтенанта и был назначен с повышением командиром стрелкового батальона 536-го стрелкового полка 114-й стрелковой дивизии 7-й отдельной армии.
Совершил выдающийся подвиг во время локальной наступательной операции в районе посёлка Подпорожье Ленинградской области в апреле 1942 года. Батальон Волкова получил задачу захватить опорный пункт финских войск на сильно укреплённой высоте «Фигурная». 11 апреля 1942 года бойцы залегли под пулемётным огнём сразу из 5 финских дзотов. Волков лично уничтожил один из них, подав личный пример своим подчинённым. Опорный пункт был захвачен. В бою батальон Волкова разгромил штаб финского батальона, уничтожил 48 солдат и офицеров противника, захватил 10 пулемётов и 1 склад. 12—14 апреля батальон непрерывно отбивал вражеские контратаки. Когда в живых осталось всего 15 бойцов, Волков лично стал вести огонь из станкового пулемёта, уничтожив около 60 солдат и офицеров противника. 14 апреля 1942 года он погиб в бою. Действия Волкова и его батальона позволили удержать высоту, уничтожив в общей сложности около 600 солдат и офицеров противника.
Указом Президиума Верховного Совета СССР «О присвоении звания Героя Советского Союза начальствующему и рядовому составу Красной Армии» от 22 февраля 1943 года за «образцовое выполнение боевых заданий командования на фронте борьбы с немецкими захватчиками и проявленными при этом отвагу и геройство» удостоен посмертно звания Героя Советского Союза.
Также он был награждён орденом Ленина (22.02.1943, посмертно) и медалью «За отвагу» (12.03.1942).
Бюсты Волкова установлены в Подпорожье и Казаткуле, мемориальная доска — в Кемерово. В его честь названы школа в Казаткуле и улица в Кемерово.